# Rodney Eastman
Pour les articles homonymes, voir Eastman (homonymie).
Rodney Eastman est un acteur, principalement de télévision, et musicien canadien, né le 20 juillet 1967, à Montréal, Québec. 

## Biographie
Il est principalement connu pour avoir interprété le rôle de Joey dans le film de 1987, Les Griffes du cauchemar, ainsi que pour celui de Zeke dans le film de 1989, Deadly Weapon.
Avec deux autres acteurs qui vivent comme lui à Los Angeles, John Hawkes et Brentley Gore, il a fondé le groupe King Straggler.

## Filmographie partielle

### Cinéma
- 1986 : Shopping (non crédité)
- 1987 : Les Griffes du cauchemar
- 1988 : Le Cauchemar de Freddy
- 1989 : Deadly Weapon
- 1998 : Sexe et autres complications
- 1999 : The Dancer
- 2010 : I Spit on Your Grave

### Télévision
- 1986 : CBS Schoolbreak Special (1 épisode, non crédité)
- 1987 : Les Routes du paradis (1 épisode)
- 1987 : Starman (1 épisode)
- 1988 : Madame est servie (1 épisode)
- 1989 : La loi est la loi (1 épisode)
- 1989-1990 : Charles s'en charge (2 épisodes)
- 1990 : Alerte à Malibu (1 épisode)
- 1991 : Parker Lewis ne perd jamais (1 épisode)
- 1991 : Flight of Black Angel
- 1993 : Enquête privée (1 épisode)
- 1993-1995 : Diagnostic : Meurtre (2 épisodes)
- 1994 : Babylon 5 (1 épisode)
- 1994 : Les Anges du bonheur (1 épisode)
- 1994 : Arabesque (1 épisode)
- 1995 : Cybill (1 épisode)
- 1996 : Urgences (1 épisode)
- 1996 : Le Rebelle (1 épisode)
- 1996 : Sliders : Les Mondes parallèles (1 épisode)
- 1997 : Millennium (1 épisode)
- 1997 : Nash Bridges (1 épisode)
- 1998 : La Vie à cinq (1 épisode)
- 1999 : Melrose Place (4 épisodes)
- 2000 : New York Police Blues (1 épisode)
- 2000 : X-Files : Aux frontières du réel (1 épisode)
- 2001 : Les Experts (1 épisode)
- 2006 : Les Experts : Manhattan (1 épisode)
- 2006 : Cold Case : Affaires classées (1 épisode)
- 2007 : Preuve à l'appui (1 épisode)
- 2007 : Saving Grace (1 épisode)
- 2007 : Cane (1 épisode)
- 2007 : Esprits criminels (1 épisode)
- 2009 : FBI : Portés disparus (1 épisode)
- 2009 : Mentalist (1 épisode)
- 2009 : Monk (1 épisode)
- 2010 : Rizzoli et Isles (1 épisode)
- 2011 : Breakout Kings (1 épisode)
- 2011 : The Protector (1 épisode)
- 2011 : Bones (1 épisode)

## Distinctions

### Nominations
- Saturn Award :
  - Nommé au Saturn Award du meilleur jeune acteur 1990 (Deadly Weapon)
- Young Artist Award
  - Nommé à la Meilleure prestation dans un film 1989 (Le Cauchemar de Freddy)